# ギャヴァン・オハーリー
ギャヴァン・オハーリー（Gavan O'Herlihy、1954年4月29日 - 2021年10月14日）は、アイルランドの俳優。
ダブリン出身。父は俳優のダン・オハーリー。
テレビドラマ『ハッピーデイズ』にレギュラー出演して知られるようになる。その後は主に悪役での出演が多い。

## 主な出演作品
- ハッピーデイズ Happy Days (1974) テレビドラマ
- カリフォルニア・キッド The California Kid (1974) テレビ映画
- リッチマン・プアマン/青春の炎 Rich Man, Poor Man (1976) テレビミニシリーズ
- 僕は殺していない A Death in Canaan (1978) テレビ映画
- ウエディング A Wedding (1978)
- ロックパイル・ベトナム A Rumor of War (1980) テレビミニシリーズ
- We'll Meet Again (1982) テレビミニシリーズ
- スーパーマンIII/電子の要塞 Superman III (1983)
- ネバーセイ・ネバーアゲイン Never Say Never Again (1983)
- おしどり探偵 The Secret Adversary (1983) テレビ映画
- ザ・ライダー Space Riders (1984)
- ダーティ・ヒーロー/地獄の勇者たち The Dirty Dozen: The Next Mission (1985) テレビ映画
- スーパー・マグナム Death Wish 3 (1985)
- ウィロー Willow (1988)
- ロンサム・ダブ Lonesome Dove (1989) テレビミニシリーズ
- 007便・応答せよ!/旅客機撃墜事件 Tailspin: Behind the Korean Airliner Tragedy (1989) テレビ映画
- レッド・キング★狙われた赤い星 Red King, White Knight (1989) テレビ映画
- ツイン・ピークス Twin Peaks (1990 - 1991) テレビドラマ
- 炎の英雄 シャープ2 イーグルを奪え Sharpe's Eagle (1993) テレビ映画
- ラスト・アウトロー The Last Outlaw (1993) テレビ映画
- シャーロック・ホームズの冒険 The Memoirs of Sherlock Holmes (1994) テレビドラマ
- シューター The Shooter (1995)
- エクスカリバー Prince Valiant (1997)
- カジノ・ヒート Top of the World (1997)
- ディセント2 The Descent Part 2 (2009)